# Tchorosty i inne wy-tchnienia
Tchorosty i inne wy-tchnienia (tyt. oryg. Breathmoss and Other Exhalations) – zbiór opowiadań fantastycznych autorstwa brytyjskiego pisarza, Iana R. MacLeoda. Zostały wydane po raz pierwszy w 2004 przez Golden Gryphon Press. W Polsce pojawiły się w 2015, nakładem wydawnictwa Mag w tłumaczeniu Grzegorza Komerskiego. Zostały wydane w jednym tomie z powieścią Obudź się i śnij w ramach serii wydawniczej Uczta Wyobraźni. Zbiór nosi tytuł  Obudź się i śnij. Tchorosty i inne wy-tchnienia. 
Zbiór był nominowany do World Fantasy Award w kategorii Collection w 2005.

## Opowiadania

### Tchorost
Młoda Dżalia mieszka na planecie, na której żyją praktycznie same kobiety. Gdy poznaje mężczyznę –  Kalala, chłopca w podobnym wieku, co ona sama – prędko się z nim zaprzyjaźnia.

### Gołoledź
Mężczyzna żyje na świecie nazywającym się Korai. Przeżywa właśnie śmierć swojej żony, Marion, oraz ich dzieci: Sary i Robbiego.

### Południowa Sadzawka
Ceniony muzyk w podeszłym wieku mieszka samotnie po śmierci swojej żony. Pewnego dnia wracając do domu trafia na Peg, dziwną bezdomną dziewczynę, którą przygarnia pod swój dach. Historia bazuje na życiu sir Edwarda Elgara.

### Nowe spojrzenie na równanie Drake'a
Odległa przyszłość. Tom Kelly przez całe życie próbuje odkryć równanie Drake'a. Spotyka po latach Terr, swoją dawną miłość, zupełnie inną od niego. Gdy Tom przez całe życie jest oddany jednej idei, jego ukochana jest osobą o wyjątkowo zmiennym charakterze.

### Isabel od jesieni
Opowiadanie o Isabel, przeciętnej kobiecie, która stała się Pieśniarką Świtu.

### Wyspy lata
Historia pana Brooka, żyjącego w trakcie modernistycznej rewolucji.